# Stora Fladören
Stora Fladören är en ö i Åland (Finland). Den ligger i Skärgårdshavet och i kommunen Brändö i landskapet Åland, i den sydvästra delen av landet. Ön ligger omkring 78 kilometer nordöst om Mariehamn och omkring 220 kilometer väster om Helsingfors.
Öns area är 7 hektar och dess största längd är 0,5 kilometer i öst-västlig riktning.